# Pavel Kubálek
Pavel Kubálek (27. května 1971 – 25. července 2024) byl český basketbalista, který hrál Národní basketbalovou ligu. Patřil rovněž do reprezentačního kádru. Hrál na pozici křídla. Dosahoval výšky 196 centimetrů a hmotnosti 92 kilogramů.

## Kariéra
- 1998–1999: BK ASK Chomutov
- 1999–2001: USK Erpet Praha
- 2001–2004: ČEZ Basketball Nymburk
- 2004–2006: BK Ústí nad Labem
- 2006–2007: BK Sadská

## Statistiky
| Sezóna   | Soutěž      | Odehrané minuty | Průměr na zápas | Body | Průměr na zápas |
| -------- | ----------- | --------------- | --------------- | ---- | --------------- |
| 1998/99  | Mattoni NBL | 1059.3          | 34.2            | 565  | 18.2            |
| 1999/00  | Mattoni NBL | 795.7           | 18.9            | 386  | 9.2             |
| 2000/01  | Mattoni NBL | 1009.6          | 24.6            | 456  | 11.1            |
| 2001/02  | Mattoni NBL | 1137.4          | 27.1            | 519  | 12.4            |
| 2002/03  | Mattoni NBL | 1025.9          | 23.9            | 384  | 8.9             |
| 2003/04  | Mattoni NBL | 717.8           | 16.3            | 280  | 6.4             |
| 2004/05  | Mattoni NBL | 954.0           | 28.9            | 511  | 15.5            |
| 2005/06  | Mattoni NBL | 779.1           | 23.6            | 319  | 9.7             |
| 2006/07* | Mattoni NBL | 242.0           | 24.2            | 82   | 8.2             |

 *Rozehraná sezóna - údaje k 20.1.2007